# (36988) 2000 SE353
2000 SE353 (asteroide 36988) é um asteroide da cintura principal. Possui uma excentricidade de 0.08793430 e uma inclinação de 10.44779º.
Este asteroide foi descoberto no dia 30 de setembro de 2000 por LONEOS em Anderson Mesa.